# Heinrich Finck
Heinrich Finck (mitjans de segle xv - 9 de juny de 1527, Viena, Àustria) fou un compositor alemany.
Se suposa que va fer els seus estudis a Cracòvia, on va romandre molts anys com a mestre de capella dels reis Joan I, Alexandre i Segimon I. De 1510 a 1513 residí a Stuttgart i després a Salzburg. Fou un dels compositors més notables de la seva època, i malgrat no existir gaires obres impreses d'ell, les que s'han publicat donen una idea de la importància de Finck en la història de la música. Les més importants són: Schöne auerlesene Lieder des hochbehrümten (1536) i diverses composicions al Sacrorum hymnorum liber I, de Rhaw (1542); en Concentus 8, 6, 5 et 4 vocum, de Salblinger (1545) i en el volum VII de la Gesellschaftf. Musikforschung. A les biblioteques de Múnic, Berlín i Leipzig, existeixen diverses composicions manuscrites de Finck. Fou oncle-nét del també notable compositor Hermann Finck (1527-1558).